# Obština Trăn
Obština Trăn (bulharsky Община Трън) je bulharská jednotka územní samosprávy v Pernické oblasti. Leží v západním Bulharsku, podél hranic se Srbskem, v Trănské kotlině a v jejích okolních pohořích. Správním střediskem je město Trăn, kromě něj zahrnuje obština 51 vesnici. Žije zde přes 3 tisíce stálých obyvatel.

## Sídla
- Bankja
- Berajnci
- Bogojna
- Bochova
- Businci
- Butroinci
- Cegrilovci
- Dălga Luka
- Dokjovci
- Dolna Melna
- Džinčovci
- Elovica
- Erul
- Ezdimirci
- Filipovci[p 1]
- Glavanovci
- Glogovica
- Gorna Melna
- Goročevci
- Jarlovci
- Kăšle
- Kosturinci
- Kožinci
- Lešnikovci
- Leva Reka
- Ljalinci
- Lomnica
- Milkjovci
- Miloslavci
- Mraketinci
- Mramor
- Nasalevci
- Nedelkovo
- Paramun
- Penkjovci
- Prodanča
- Radovo
- Rani Lug
- Rejanovci
- Slišovci
- Stajčovci
- Strezimirovci
- Studen Izvor
- Šipkovica
- Trăn[p 2] (sídlo správy)
- Turokovci[p 1]
- Velinovo
- Vidrar
- Vrabča
- Vukan
- Zabel
- Zelenigrad

## Sousední obštiny
| Růžice kompasu |              |           | Dragoman | Růžice kompasu |
| Růžice kompasu |              | Sever     | Breznik  | Růžice kompasu |
| Růžice kompasu | Obština Trăn |           | Breznik  | Růžice kompasu |
| Růžice kompasu | Jih          |           | Breznik  | Růžice kompasu |
| Růžice kompasu |              | Trekljano | Zemen    | Růžice kompasu |

## Obyvatelstvo
V obštině žije 3 257 stálých obyvatel a včetně přechodně hlášených obyvatel 3 823. Podle sčítáni 1. února 2011 bylo národnostní složení následující:
- Bulhaři: 2 977 (81.5 %)
- Romové: 656 (18.0 %)
- Turci: 2 (0.1 %)
- ostatní: 16 (0.4 %)